# Grb Andore
Grb Andore je bil uradno sprejet leta 1969 v trenutni obliki. Podobno kot zastava Andore ponazarja navezanost na Francijo in Španijo. Osnovna barva grba je rumena.
Sam grb je razdeljen na štiri polja:
- zgornje levo polje ima mitro in škofovsko palico (simbol urgelskega škofa)
- zgornje desno polje ima tri rdeče navpične proge (simbol grofov Foix)
- spodnje levo polje ima štiri rdeče navpične proge (simbol Katalonije/Aragonije)
- spodnje desno polje ima dve kravi (simbol Béarna).

Na spodnjem delu se nahaja državno geslo Virtus unita fortior (latinsko Vrlina združena je močnejša).